# Langrune-sur-Mer
Langrune-sur-Mer és un municipi francès situat al departament de Calvados i a la regió de Normandia. L'any 2007 tenia 1.723 habitants.

## Demografia

### Població
El 2007 la població de fet de Langrune-sur-Mer era de 1.723 persones. Hi havia 727 famílies de les quals 215 eren unipersonals (92 homes vivint sols i 123 dones vivint soles), 262 parelles sense fills, 204 parelles amb fills i 46 famílies monoparentals amb fills.
La població ha evolucionat segons el següent gràfic:
Habitants censats

### Habitatges
El 2007 hi havia 1.283 habitatges, 750 eren l'habitatge principal de la família, 430 eren segones residències i 103 estaven desocupats. 1.040 eren cases i 242 eren apartaments. Dels 750 habitatges principals, 534 estaven ocupats pels seus propietaris, 205 estaven llogats i ocupats pels llogaters i 11 estaven cedits a títol gratuït; 18 tenien una cambra, 69 en tenien dues, 129 en tenien tres, 181 en tenien quatre i 352 en tenien cinc o més. 403 habitatges disposaven pel capbaix d'una plaça de pàrquing. A 340 habitatges hi havia un automòbil i a 312 n'hi havia dos o més.

### Piràmide de població
La piràmide de població per edats i sexe el 2009 era:
| Homes | Edats   | Dones |
| ----- | ------- | ----- |
| 4     | 95 o +  | 0     |
| 4     | 90 a 94 | 12    |
| 8     | 85 a 89 | 12    |
| 12    | 80 a 84 | 20    |
| 8     | 75 a 79 | 40    |
| 44    | 70 a 74 | 32    |
| 52    | 65 a 69 | 20    |
| 24    | 60 a 64 | 56    |
| 36    | 55 a 59 | 28    |
| 56    | 50 a 54 | 44    |
| 52    | 45 a 49 | 60    |
| 60    | 40 a 44 | 52    |
| 72    | 35 a 39 | 68    |
| 76    | 30 a 34 | 88    |
| 40    | 25 a 29 | 36    |
| 40    | 20 a 24 | 68    |
| 88    | 15 a 19 | 64    |
| 56    | 10 a 14 | 84    |
| 60    | 5 a 9   | 72    |
| 28    | 0 a 4   | 76    |

## Economia
El 2007 la població en edat de treballar era de 1.118 persones, 788 eren actives i 330 eren inactives. De les 788 persones actives 719 estaven ocupades (371 homes i 348 dones) i 69 estaven aturades (37 homes i 32 dones). De les 330 persones inactives 151 estaven jubilades, 111 estaven estudiant i 68 estaven classificades com a «altres inactius».

### Ingressos
El 2009 a Langrune-sur-Mer hi havia 793 unitats fiscals que integraven 1.844,5 persones, la mediana anual d'ingressos fiscals per persona era de 20.187 €.

### Activitats econòmiques
Dels 60 establiments que hi havia el 2007, 1 era d'una empresa extractiva, 2 d'empreses alimentàries, 4 d'empreses de fabricació d'altres productes industrials, 10 d'empreses de construcció, 14 d'empreses de comerç i reparació d'automòbils, 3 d'empreses de transport, 7 d'empreses d'hostatgeria i restauració, 1 d'una empresa d'informació i comunicació, 1 d'una empresa financera, 3 d'empreses immobiliàries, 6 d'empreses de serveis, 3 d'entitats de l'administració pública i 5 d'empreses classificades com a «altres activitats de serveis».
Dels 19 establiments de servei als particulars que hi havia el 2009, 1 era una oficina de correu, 1 taller de reparació d'automòbils i de material agrícola, 2 paletes, 4 guixaires pintors, 1 fusteria, 3 lampisteries, 1 electricista, 2 perruqueries, 2 restaurants i 2 agències immobiliàries.
Dels 9 establiments comercials que hi havia el 2009, 4 eren fleques, 1 una fleca, 1 una llibreria, 1 una botiga de mobles i 2 floristeries.
L'any 2000 a Langrune-sur-Mer hi havia 4 explotacions agrícoles.

## Equipaments sanitaris i escolars
L'únic equipament sanitari que hi havia el 2009 era una farmàcia.
El 2009 hi havia una escola elemental.

## Poblacions més properes
El següent diagrama mostra les poblacions més properes.